# Bernardo Citterio
Bernardo Citterio (* 11. Juni 1908 in Valmadrera, Provinz Lecco, Italien; † 13. November 2002) war römisch-katholischer Weihbischof im Erzbistum Mailand.

## Leben
Bernardo Citterio empfing 1931 das Sakrament der Priesterweihe für das Erzbistum Mailand. Er wurde 1931 in Theologie und 1937 in Literaturwissenschaften promoviert. Er war Dozent und Regens des Priesterseminars St. Martin in Masnago. 1954 wurde er Regens des Seminars von Venegono. 1957 wechselte er als Propst nach Seregno.
Papst Paul VI. ernannte ihn am 4. November 1969 zum Titularbischof von Floriana und bestellte ihn zum Weihbischof im Erzbistum Mailand. Die Bischofsweihe spendete ihm der Mailänder Erzbischof Giovanni Umberto Kardinal Colombo am 7. Dezember desselben Jahres; Mitkonsekratoren waren die beiden Mailänder Weihbischöfe Giuseppe Schiavini und Luigi Oldani. Parallel zum Bischofsamt war er Regens des Priesterseminars in Mailand sowie des Seminars in Venegono. Als Bischof war er unter anderem für den pastoralen Bezirk in Varese zuständig.
Am 30. Dezember 2000 emeritierte er im Alter von 92 Jahren; seinem Rücktrittsgesuch wurde durch Papst Johannes Paul II. stattgegeben. Als amtierender Weihbischof hat er acht Erzbischöfe in Mailand erlebt, daher sprach er immer von „Meinen acht Kardinälen“ („I miei otto cardinali“).